# James McCosh

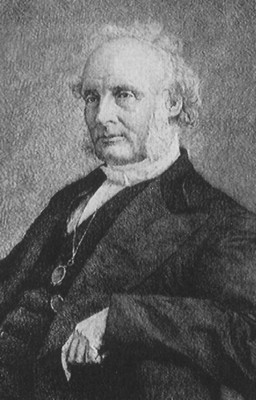
James McCosh

James McCosh (Schreibung auch MacCosh; * 1. April 1811 in Ayrshire, Schottland; † 16. November 1894 in Princeton, New Jersey) war ein britisch-amerikanischer Geistlicher und Philosoph. Er war 20 Jahre lang Präsident der Princeton University.

## Leben
McCosh stammte aus einer Familie von Covenanters. Er studierte an der University of Glasgow und der University of Edinburgh und wurde nach seinem Studienabschluss Geistlicher der presbyterianischen Church of Scotland, zunächst in Arbroath, dann in Brechin. 1843 wurde er Mitglied der Free Church of Scotland, als diese sich in der sogenannten „disruption“ von der Church of Scotland abspaltete. 1850 (oder 1852) wurde McCosh Professor für Logik und Metaphysik am Queen’s College Belfast (heute Queen’s University Belfast). 1868 übernahm er als Nachfolger von John Maclean die Präsidentschaft der presbyterianisch geprägten Princeton University, die er bis 1888 innehatte. Auch nach seinem Rücktritt hielt er noch Vorlesungen. Er gilt als Vertreter einer intuitionistischen Philosophie und war einer der Wenigen, die Darwins Evolutionstheorie nicht als Leugnung der Existenz Gottes ansahen, sondern als eine Form der Vorsehung.
1871 wurde McCosh in die American Philosophical Society gewählt, 1874 in die American Academy of Arts and Sciences.
James Mark Baldwin zählte zu seinen Schülern, John White Alexander porträtierte ihn, William Milligan Sloane schrieb 1896 seine Biographie.

## Schriften (Auswahl)
- Method of Divine Government, Physical and Moral (1850)
- The Typical Forms and Special Ends in Creation (1855)
- Intuitions of the Mind, Inductively Investigated (1860)
- An Examination of Mr J. S. Mill’s Philosophy (1866)